# Batalla de Pozo Almonte
La batalla de Pozo Almonte ocurrió en Chile el 6 de marzo de 1891, en el marco de la Guerra Civil de 1891.

## Preparativos

### Preparativos gobiernistas
El gobierno del Presidente José Manuel Balmaceda, con la intención de mantener el dominio de la zona norte de Chile, resolvió reforzar las fuerzas del coronel Eulogio Robles Pinochet en Tarapacá y organizar una nueva región de resistencia en la Provincia de Coquimbo. Para estos efectos, se realizaron diversos movimientos de tropas.
- Se envió de una unidad de 1000 soldados a Tarapacá. Esta no pudo desembarcar al sur de Iquique, debido al dominio del mar de los revolucionarios y lo hizo al norte de Arica, en caleta Ita. Desde ahí marchó por ferrocarril y a pie hasta Negreiros, reuniéndose con las tropas de Robles el 25 de febrero y formando con ellos la división Tarapacá.

- Se enviaron 2.700 hombres a Antofagasta, desembarcando en el puerto de esta ciudad, desde el 23 de febrero al 3 de marzo. 1000 hombres marcharon a Calama para concentrarse en ese lugar.

- Se envió una fuerza de 1.200 hombres a la Provincia de Coquimbo, para asegurar el dominio de esta y Atacama.

El Coronel Robles, al conocer que las fuerzas congresistas embarcadas en Pisagua se dirigían a Iquique por mar, decidió trasladar sus tropas a Pozo Almonte y mantener una unidad avanzada en Estación Central. Sin embargo, ante noticias del avance revolucionario desde Iquique a Estación San Juan, reunió a toda la división en Pozo Almonte en espera de refuerzos de la División Camus, para presentar una batalla de conjunto contra los adversarios.

### Preparativos congresistas
El 27 de febrero, las fuerzas congresistas comandadas por el coronel Estanislao del Canto Arteaga y un total de 1700 hombres, desembarcaron en Iquique y se concentraron en Los Molles
El 2 de marzo avanzaron a la estación de San Juan, lugar desde donde se enviaron reconocimientos hacia el enemigo; ellos contrarrestaron.
- Que las tropas gobiernistas habían ocupado una posición inicial en San Juan, pero que el 2 de marzo se habían retirado hacia Pozo Almonte.

- Que la posición de las fuerzas del coronel Robles se encontraban al sur de Pozo Almonte, aprovechando pequeñas altitudes existentes y que se extendían frente de un kilómetro

Ante estas indicaciones el coronel Del Canto ordenó continuar la marcha, para ocupar una posición de apresto para el ataque, a tres kilómetros de las tropas gobiernistas. Estimo necesario actuar antes de la llegada de refuerzos, que marchaban de Antofagasta.

## La batalla
Al amanecer del 7 de marzo, la artillería congresista abrió fuego, poco después el coronel Del Canto ordenó el avance de la infantería, buscando envolver el ala sur del enemigo.
El coronel Robles ordenó reforzar esa zona con fuerzas del centro y el ala norte, debilitando su centro, un error fatal.
A mediodía, tras 5 horas de combate, la situación de las tropas balmacedistas era desesperada; escaseaban las municiones, el cerco enemigo se estrechaba, provocando muchas deserciones. El coronel Robles, herido de cierta gravedad, ordenó la retirada a Tarapacá, entregando al mando al coronel Gana.
La retirada gobiernista fue muy difícil, por el fuego enemigo imposible de neutralizar: en el pueblo de Pozo Almonte se peleó en casas y calles de manera sangrienta.
Durante la tarde, no más de 500 soldados lograron marchar a Tarapacá. Las fuerzas del gobierno tuvieron más de 600 bajas, entre ellas, su comandante el coronel Robles, que fue ultimado y su cuerpo masacrado sin piedad por las tropas revolucionarias, estando aún bajo la protección de la Cruz Roja.

## Consecuencias
La derrota provocó la pérdida de la poca influencia del gobierno en el norte de Chile. La guarnición de Antofagasta en gran parte se sublevó, permitiendo a los congresistas ingresar a la ciudad el 19 de marzo; las tropas gobiernistas se retiraron a Calama. La división gobiernista Camus, se detuvieron en Quillagua al conocer la derrota.
En Valparaíso, un contingente militar se sublevó uniéndose a la causa congresista. Estos se apoderaron del transporte Maipo, llegando a Iquique con un gran contingente de civiles simpatizantes de la causa del congreso.
En el campo de batalla, quedaron los cuerpos de centenares de soldados, algunos como el teniente coronel del Batallón Angol, don Manuel Ruminot; el Sargento Mayor Maximo Cardemil segundo comandante del Pisagua, el coronel del regimiento Santiago 5º de Línea, comandante don Virgilio Méndez. Algunos de ellos, junto a los jefes Eulogio Robles y Estanislao del Canto son recordados dando nombres a calles que componen la Villa 2000 de Pozo Almonte.